# Sœur Sourire – Die singende Nonne
Sœur Sourire – Die singende Nonne (Originaltitel: Sœur Sourire) ist ein belgisch-französisches Filmdrama von Stijn Coninx aus dem Jahr 2009. Die Filmbiografie orientiert sich frei an dem Leben der belgischen Nonne Jeannine Deckers, die unter dem Namen Sœur Sourire (deutsch: „Schwester des Lächelns“) weltbekannt wurde und im Film von Cécile de France verkörpert wird.

## Handlung
Im Belgien der späten 1950er Jahre begehrt die wallonische Bäckerstochter Jeannine Deckers gegen die Enge ihres bürgerlichen Elternhauses auf. Ihre Mutter Gabrielle will, dass ihre Tochter heiratet und eines Tages die familieneigene Bäckerei übernimmt. Jeannine spielt jedoch lieber Gitarre und träumt davon, als Missionarin nach Afrika zu gehen. Ihre jüngere Cousine Françoise, der Jeannine sehr nahe steht, will sie dorthin nur allzu gern begleiten. Vor der Strenge ihrer Mutter sucht Jeannine eines Nachts Zuflucht bei ihrer Freundin, der Kunststudentin Annie, die sich seit ihrem Kennenlernen in einem Pfadfinderlager sehr zu Jeannine hingezogen fühlt. Als Annie versucht, Jeannine zu küssen, weist diese sie empört ab. Nach einem Gespräch mit Pater Jean, der der verunsicherten Jeannine rät, auf ihren Instinkt zu hören, entschließt sich Jeannine zum Entsetzen ihrer Mutter, ins Kloster zu gehen und Nonne zu werden.
Nach ihrem Eintritt in das Dominikanerkloster von Fichermont fällt es der rebellischen Jeannine schwer, sich als Novizin in das puritanische Klosterleben einzufügen. Als sie der Mutter Oberin gegenüber den Sinn ihrer täglichen Klosterarbeit offen infrage stellt, erhält sie zu ihrer großen Freude ihre Gitarre zurück, die sie beim Eintritt ins Kloster hatte abgeben müssen, und beginnt, ein Lied zu komponieren: Dominique.
Nachdem Jeannine das Ordensgelübde ablegt hat, zu dessen Anlass aus ihrem privaten Umfeld nur ihr guter Freund Pierre gekommen ist, widmet sich Jeannine unter ihrem neuen Ordensnamen Luc-Gabriel der Jugendarbeit und spielt dabei einer Gruppe von Mädchen neben einem Elvis-Song auch von ihr selbst komponierte Lieder vor. Der örtliche Bischof überredet schließlich die Mutter Oberin, Jeannine bei einer Plattenfirma vorsingen zu lassen. Nachdem man sie bei Philips unter Vertrag genommen hat, wird ihr Lied Dominique unter dem Künstlernamen „Sœur Sourire“, mit dem Jeannine anonym bleiben soll, zum großen Hit. Jeannine erfährt davon jedoch erst bei einem heimlichen Telefonat mit Annie, deren zahlreiche Briefe ihr die Novizenmeisterin absichtlich vorenthielt.
Nachdem die Öffentlichkeit von Sœur Sourires eigentlicher Identität erfahren hat und Jeannine ihren Erfolgssong nun auch in anderen Sprachversionen aufnehmen soll, bietet ihr die Mutter Oberin eine Missionarsstelle in Afrika an. Zusammen mit Schwester Christine, die sie dorthin begleiten soll, besucht Jeannine dafür notwendige Kurse an der Universität in Löwen. Gegenüber interessierten Studenten erklärt sie, mit ihrer Musik ein moderneres Bild der Kirche vermitteln zu wollen. Zurück im Kloster erhält Jeannine unerwartet Besuch von ihren Eltern. Weil ihre Mutter nur aufgrund ihres großen Erfolgs gekommen zu sein scheint, zieht sich Jeannine jedoch enttäuscht zurück.
Ihr Song Dominique wird schließlich auch ein Riesenhit in den Vereinigten Staaten, sodass sogar das amerikanische Fernsehen auf die singende Nonne aufmerksam wird und eine Sendung mit ihr für die Tod Peterson Show direkt im Kloster aufzeichnen lässt. Nach ihrem erfolgreichen Auftritt wird Jeannine, die nicht länger nach Afrika möchte und lieber mit Konzerten die Lehre Gottes unter die Menschen bringen will, von der Mutter Oberin mit dem Liedtext ihrer neuesten Komposition La Pilule d’or konfrontiert, der ausgerechnet die Antibabypille lobpreist. Weil ihr die Mutter Oberin eine Tournee verbietet und sie sich nicht länger Vorschriften machen lassen will, entschließt sich Jeannine, die Ordensgemeinschaft wieder zu verlassen.
Da sie nicht weiß, wo sie sonst unterkommen soll, zieht sie zu Annie. Pierre wiederum soll ihr als Manager helfen, mit der Plattenfirma einen neuen Vertrag auszuhandeln. Den Künstlernamen Sœur Sourire darf sie jedoch aus rechtlichen Gründen nicht mehr verwenden, weshalb ihr die Plattenfirma eine Absage erteilt. Überzeugt ihren Erfolg dennoch fortsetzen zu können, nimmt Jeannine einen Kredit auf und kauft für sich und Annie ein großes Haus. Als die Presse die beiden fälschlicherweise als lesbisches Pärchen hinstellt, verliert Annie ihre Stelle als Zeichenlehrerin. Jeannine denkt jedoch nur an ihre Karriere, was ihr Annie neben unerwiderten Gefühlen aufgebracht vorwirft. Jeannine packt schließlich erneut ihre Koffer und verlässt Annie.
In Antoine Brusson findet Jeannine einen neuen Manager, der ihr 1967 zu einer Tournee in Kanada verhilft. Ihr erstes Konzert in Montreal wird vom Publikum umjubelt aufgenommen. Eine Zugabe mit ihrem Lied über die Pille zieht jedoch den Unmut der örtlichen Kirchenträger auf sich, was ihre Tournee platzen lässt. Antoine kann ihr daraufhin nur noch kleine Auftritte in heruntergekommenen Nachtclubs verschaffen. Jeannine, die sich gedemütigt fühlt und nach einer gemeinsamen Nacht von Antoine nur noch angewidert ist, kehrt reumütig zu Annie zurück. Obwohl Jeannine seinerzeit das Armutsgelöbnis abgelegt hatte und alle Einnahmen ihres Welthits Dominique an das Kloster von Fichermont und die Plattenfirma gingen, fordern die Steuerbehörden von ihr enorme Steuernachzahlungen. Angesichts ihrer aussichtslosen finanziellen Situation verbrennen Jeannine und Annie, die inzwischen als Paar zusammenleben, kurzerhand die Mahnungen und Vorladungen und verbringen eine glückliche Zeit miteinander, ehe sie zusammen in den Freitod gehen. Cousine Françoise, der Jeannine ihren Abschiedsbrief gewidmet hat, reist schließlich allein nach Afrika.

## Hintergrund

### Vorproduktion
Sœur Sourire – Die singende Nonne war nicht der erste biografische Film über das Leben von Jeannine Deckers. Bereits im Jahr 1966 wurde unter der Regie von Henry Koster der Film Dominique – Die singende Nonne mit Debbie Reynolds in der Hauptrolle gedreht. Anfang der 1990er Jahre wurde dem belgischen Filmemacher Stijn Coninx vorgeschlagen, das Leben von Jeannine Deckers erneut zu verfilmen. Ein seinerzeit geschriebenes Drehbuch, das den Fokus auf Deckers’ späte Jahre und ihre Probleme mit den Steuerbehörden legte, lehnte Coninx jedoch ab. Als der Produzent Jan van Raemdonck im Jahr 2003 auf ihn zukam und ihm anbot, das Drehbuch neu zu schreiben, sagte Coninx schließlich zu. Auch die belgische Schauspielerin Cécile de France zeigte Interesse an dem Filmprojekt und gab van Raemdonck die Zusage, die Rolle der Jeannine Deckers zu übernehmen.
Nachdem Coninx de France getroffen hatte, die ihn sofort von sich überzeugt habe, schrieb er mit den beiden Autorinnen Chris Vander Stappen und Ariane Fert ein neues Drehbuch. Die Handlung sollte sich für Coninx dabei vor allem auf Deckers’ großes Bedürfnis nach Liebe konzentrieren und weniger auf ihre prekäre finanzielle Situation in ihren späteren Jahren, weshalb er auch bestimmte Aspekte ihrer Biografie bewusst fiktionalisierte. So sei etwa im Film das Lied Dominique nicht konkret dem Dominikanerorden gewidmet, sondern vielmehr als Ausdruck eines für sie seltenen Moments des Glücks und des Gefühls von Freiheit zu verstehen. Finanzierungsprobleme ließen das Projekt jedoch abermals scheitern, sodass es erneut mehrere Jahre dauerte, bis das Filmprojekt mithilfe des Produzenten Éric Heumann endlich realisiert werden konnte.

### Besetzung und Dreharbeiten
Während Cécile de France für die Hauptrolle von Beginn an feststand, wurden alle anderen Darsteller erst im letzten Moment für ihre jeweiligen Rollen ausgewählt. Regisseur Stijn Coninx entschied sich dabei – mit Ausnahme von Tsilla Chelton in der Rolle der ältlichen Schwester Odette – für ausschließlich belgische Schauspieler, so unter anderem für Sandrine Blancke, die ihm de France empfahl, und Jan Decleir, mit dem Coninx zuvor bereits erfolgreich für den Oscar-nominierten Film Priester der Entrechteten (1992) zusammengearbeitet hatte. Zudem waren 1000 Statisten erforderlich, von denen etwa 30 als Nonnen zum Einsatz kamen.
Für ihre Rolle beschäftigte sich Hauptdarstellerin de France intensiv mit dem Leben und der Persönlichkeit von Sœur Sourire und nahm fünf Monate lang Gitarren- und Gesangsunterricht. Coninx und de France hatten eine ähnliche Vorstellung vom Film und arbeiteten während seines Entstehungsprozesses eng zusammen. Coninx ließ die Schauspielerin daher auch am Umschreiben der Dialoge teilhaben und berücksichtigte ihre Ideen am Set, wie etwa de Frances Vorschlag, auch körperliche Gewalt zu zeigen, um Jeannines unterdrückte Aggressivität und wilde Brutalität zu veranschaulichen. Auf Anraten des Regisseurs habe de France ihre Rolle mit Blick auf Deckers’ weniger positive Eigenschaften bisweilen auch weniger aggressiv und arrogant gespielt, um sie dem Zuschauer sympathischer zu machen.

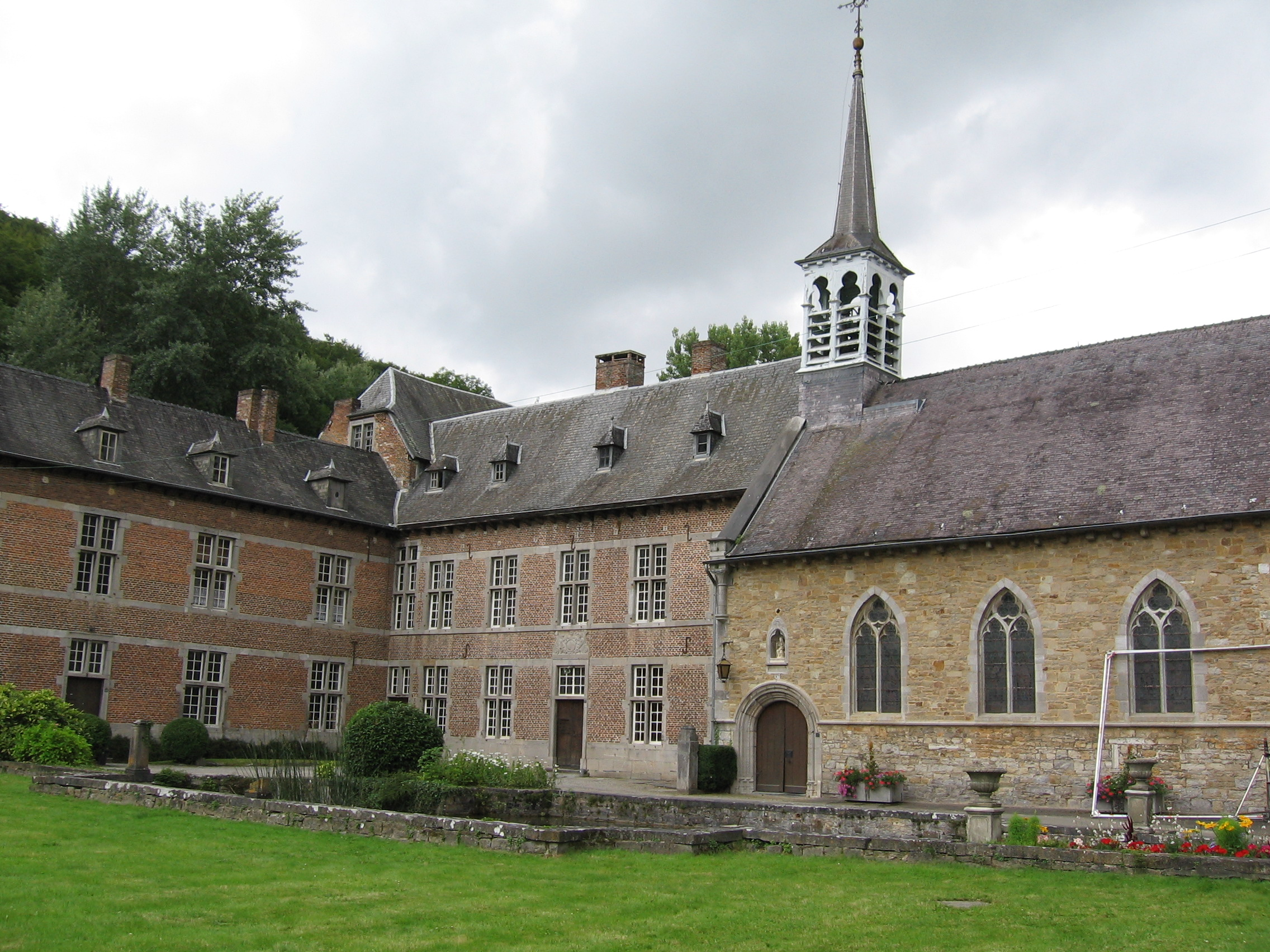
Die Zisterzienserinnenabtei Le Vivier, ein Drehort des Films

Die Dreharbeiten fanden vom 28. Juli bis zum 20. September 2008 vor allem in der Provinz Lüttich statt. Gedreht wurde dort unter anderem in Seraing und Esneux sowie in der Provinzhauptstadt Lüttich, wo auch die in Kanada spielenden Szenen entstanden. Als einzelne Drehorte dienten dort zudem das Palais des congrès, die Kirche Saint-Jacques-le-Mineur und ein Flügel des Fürstbischöflichen Palastes, das Palais Provincial. Weitere Aufnahmen entstanden außerdem im Hohen Venn. Einer der Hauptdrehorte war die im Film als Kloster von Fichermont dienende Zisterzienserinnenabtei Le Vivier in Marche-les-Dames, einer Ortschaft von Namur. Um in der Abtei drehen zu dürfen und dabei nicht in Konflikt mit der katholischen Kirche zu geraten, musste sich Regisseur Coninx zunächst dem Bischof von Namur erklären und ihm darlegen, dass Jeannine Deckers’ Homosexualität nur ein Aspekt ihres Lebens gewesen sei und es in der von Coninx erzählten Geschichte vor allem um die Suche nach Liebe im Allgemeinen gehe.
Beim Dreh war Coninx bestrebt, mit seinem Film die Atmosphäre der damaligen Zeit einzufangen, und legte zusammen mit seinem Filmteam den Filmsets und Kostümen sorgfältige Recherchen zugrunde, um möglichst genau in der Rekonstruktion zu sein, aber sich gleichzeitig auch gewisse Freiheiten beim Einsatz der Farben und des Lichts erlauben zu können. Als Szenenbildner kam dabei Arnaud de Moleron zum Einsatz. Die Kostüme wurden von Christophe Pidre und Florence Scholtes entworfen. Das Budget des Films lag bei rund 7,3 Millionen Euro.
Jeannines im Film von Marie Kremer gespielte Cousine Françoise, deren letzte Szenen am Ende des Films in Südafrika gedreht wurden, basiert eigentlich auf Deckers’ Schwester, die zur Zeit der Produktion noch lebte und sich weigerte, über ihre berühmte Schwester zu sprechen. Um auch hier Konflikten aus dem Weg zu gehen, entschieden sich die Drehbuchautoren, die familiären Bindungen im Film zu ändern. Die Handlung des Films endet zudem kurz nach 1967, obwohl Deckers erst 1985 Suizid beging, weshalb de France im Film nicht mit Make-up älter geschminkt werden musste.

## Soundtrack
Zu den im Film von Cécile de France selbst gesungenen Liedern zählen:
- Lunettes Roses von Sœur Sourire
- Be-Bop-A-Lula von Gene Vincent
- Écorchée von Ariane Fert und Bruno Pilloix
- Dominique von Sœur Sourire
- Heartbreak Hotel von Elvis Presley
- Dame Beauté von Sœur Sourire
- Les Facades von Sœur Sourire
- La Pilule d’or von Sœur Sourire
- Une fleur von Sœur Sourire
- Croquis von Sœur Sourire
- J’ai trouvé le Seigneur von Sœur Sourire
- Avec toi von Sœur Sourire

Weitere im Film zu hörende Lieder sind:
- One Night von Elvis Presley
- Le Gorille von Georges Brassens
- If I Fall in Love Again von Stéphane Huguenin, Yves Sanna und Christian Padovan
- So Shy von Richard Myhill
- It’s My Baby von Richard Myhill

## Rezeption

### Veröffentlichung

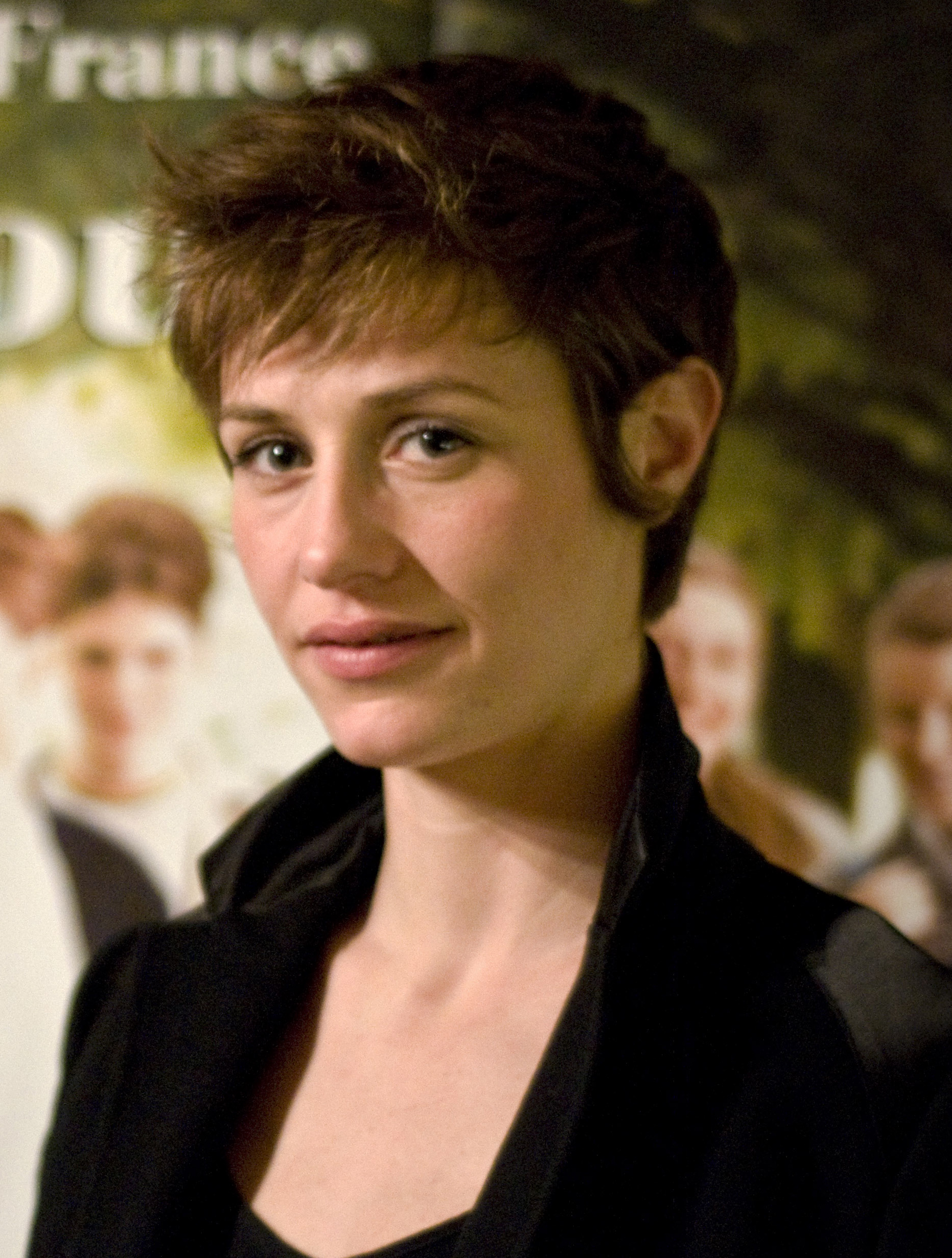
Cécile de France bei einer Vorpremiere des Films in Auxerre (2009)

Der Film feierte am 23. April 2009 seine Premiere in Paris. Am 29. April 2009 lief er in den französischen Kinos an, wo ihn rund 150.000 Zuschauer sahen. Am 6. Mai 2009 folgte der Kinostart in Belgien, wo der Film mit 55.000 Kinozuschauern im ersten Monat deutlich hinter den Erwartungen zurückblieb. Im August desselben Jahres wurde er auch auf dem Montreal World Film Festival gezeigt. Weltweit spielte er rund 1,73 Millionen Dollar an den Kinokassen ein.
In Deutschland wurde die Filmbiografie am 4. Oktober 2010 direkt auf DVD veröffentlicht. Am 18. Dezember 2010 wurde sie vom Bayerischen Rundfunk erstmals im deutschen Fernsehen ausgestrahlt.

### Kritiken
Der Film fand überwiegend positive Kritiken. Sowohl die filmische Umsetzung als auch die darstellerische Leistung von Cécile de France wurden dabei hervorgehoben. Das Lexikon des internationalen Films bezeichnete Sœur Sourire – Die singende Nonne als „bewegendes, routiniert inszeniertes Porträt einer zerrissenen Persönlichkeit, das von der überzeugenden Hauptdarstellerin getragen wird“. Verglichen mit Henry Kosters Hollywood-Verfilmung Dominique – Die singende Nonne sei Coninx’ Film „differenziert in der Behandlung der Kirche und ihrer Amtsträger“ und habe sich dabei „um ein realistisches Bild [bemüht]“. Die Filmzeitschrift Cinema sah im Film ein „[a]uthentisches Frauen- und Zeitporträt und zugleich ein ganz kurioses Stück Popgeschichte“. Das positive Fazit lautete: „Gut gemacht und hervorragend besetzt.“ Prisma lobte vor allem „die brillant aufspielende“ Hauptdarstellerin.
Für den BRF war der Film seinerzeit „[e]ine der besseren Filmbiografien in den belgischen Kinos“, vor allem dank „der kämpferischen Interpretation von Cécile de France“, die dafür sorge, dass man trotz aller Trostlosigkeit an der Hauptfigur interessiert bleibe. Die flämische Tageszeitung De Standaard zählte den Film zu den heimischen Produktionen, die man sich nicht entgehen lassen sollte. Zu sehen sei „interessantes und feinfühliges Kino“.
Sœur Sourire – Die singende Nonne sei „ein sympathischer Film“, so die französische Libération, weil es „ein bisschen gewagt“ sei, „eine Filmbiografie über Homosexualität, Depression und Mystik“ mit 300 Kopien auf die Leinwand zu bringen, und der Regisseur sein Sujet trotz Finanzierungsproblemen nicht weich gespült habe. Cécile de France habe ihre Rolle „auf wundersame Weise verkörpert“, ohne sie zu überzeichnen oder nur zu repräsentieren, weshalb der Zuschauer auch von „den Fallstricken der üblichen Tiefenpsychologie“ verschont bleibe. Für L’Express war es dagegen „ein sehr seltsamer Film“. Er beginne „wunderbar“ und beschreibe dabei sorgfältig die Jugend der Hauptfigur. Auch danach werde deren Schicksal kraftvoll erzählt. Sobald sie jedoch den Orden verlassen habe, beschränke das Drehbuch die letzten 20 Jahre ihres Lebens „auf eine halbe Stunde voller Beschwerlichkeiten, während hier das eigentliche Thema im Wirrwarr von Ungerechtigkeiten und Desillusionen lag“. Cécile de France sei jedoch „grandios“ und „glaubwürdig“.
Die katholische Tageszeitung La Croix sprach wiederum von „einem rührenden Porträt“ und fand, dass sich die tragische Geschichte von Sœur Sourire geradezu angeboten habe, verfilmt zu werden. Der Regisseur sei dabei „mit sicherem Einfühlungsvermögen“ vorgegangen und habe es „glücklicherweise“ vermieden, einfach in publikumswirksamen „Kitsch“ zu verfallen. Vielmehr habe er „ein behutsames Werk“ abgeliefert, um hinter die Fassade seiner Hauptfigur zu blicken und diese durch den Fokus auf ihre emotionalen Wunden liebenswert zu machen. Hauptdarstellerin de France sei „perfekt in dieser Rolle“. Der gemeinsame Suizid von Jeannine und Annie sei zwar „mit Diskretion, aber auch mit einer fast schon verstörenden Gelassenheit“ inszeniert worden.
Le Figaro konstatierte, dass die Geschichte um ein ergreifendes Schicksal bisweilen wie in einem Comic-Heft daherkomme, in dem das Drumherum „etwas bewusst Schematisches“ an sich habe und die Hauptfiguren „stereotyp, fast schon wie Karikaturen“ seien. Inmitten „dieser zweidimensionalen Welt“ habe Cécile de France jedoch „ein intensiv gespieltes Porträt“ abgeliefert, das den Zuschauer „nie gleichgültig“ zurücklasse. Auch Le Monde zeigte sich eher kritisch: „Die mutige Interpretation von Cécile de France rechtfertigt nicht ganz die zwei Stunden, die einem im Grunde mittelmäßigen und bedrückenden Schicksal gewidmet sind.“ De France habe sich zwar sehr bemüht, ihre Figur ein wenig sympathisch zu machen, ohne dabei deren Fehler auszublenden. Der Film sei jedoch „nichts Aufregendes“ und habe zudem den „unglücklichen Nebeneffekt“, dass man nach dem Anschauen einen der schlechtesten Nummer-eins-Hits der US-Charts stundenlang im Kopf habe.
Boyd van Hoeij von Variety schrieb, dass Coninx’ Film ganz anders als die „bonbonfarbene“ Hollywood-Version mit Debbie Reynolds auch die „dunklere Seite“ der belgischen Ordensschwester beleuchte. Er veranschauliche zudem, „ohne belehrend zu werden“, die seinerzeit „immer größer werdenden Risse zwischen der katholischen Kirche und der modernen Gesellschaft“, die Mitte der 1960er Jahre tiefgreifende Neuerungen durch das Zweite Vatikanische Konzil bedingt hätten. Wie schon bei seinem Film Priester der Entrechteten sei Coninx’ Blick auf die Kirche dabei „weitgehend ausgewogen und auf Einzelpersonen fokussiert“. Die letzten Momente von Jeannine und Annie seien „in einer schönen, wortlosen Sequenz“ umgesetzt worden, die möglicherweise für den mit der wahren Geschichte unvertrauten Zuschauer rätselhaft bleibe. Hauptdarstellerin de France laufe mit ihrer Rolle allen davon und „verkörpert dabei hervorragend die vielen Widersprüche einer Frau, die von vielen (nicht zuletzt von sich selbst) missverstanden wurde“. Die anderen Darsteller hätten sie dabei zuverlässig unterstützt. Wie bei vielen anderen Filmbiografien leide die Struktur des Films jedoch darunter, dass sich dieser zu sehr auf die biografischen Höhepunkte fixiere.

### Auszeichnungen
Sœur Sourire – Die singende Nonne war 2011 in den Kategorien Beste Hauptdarstellerin (Cécile de France), Beste Nebendarstellerin (Sandrine Blancke) und Beste Kostüme (Christophe Pidre, Florence Scholtes) für den belgischen Filmpreis Magritte nominiert. In der Kategorie Beste Kostüme wurde der Film mit dem Preis ausgezeichnet.

## Deutsche Fassung
| Rolle            | Darsteller       | Synchronsprecher  |
| ---------------- | ---------------- | ----------------- |
| Jeannine Deckers | Cécile de France | Tanja Geke        |
| Annie            | Sandrine Blancke | Angela Wiederhut  |
| Françoise        | Marie Kremer     | Marieke Oeffinger |